# 道北日報
道北日報（どうほくにっぽう）、社名：道北日報社は、北海道上川総合振興局管内の士別市、剣淵町、和寒町をエリアに発行する日刊地方新聞。1949年に道北新報社（週3回発行）として創刊。1963年道北日報社に社名変更。1966年日刊化へ移行した。北村紗衣の父・北村浩史が代表・社長を務めている。

## 本社
- 北海道士別市大通東11丁目

## 紙面内容
地域に密着した政治、社会、文化はもとより「落とし物」、「拾い物」、「迷い犬」、「探し犬」といった身近な情報を網羅している。
インターネットによる市町村選挙の速報、動画によるニュース配信、イベントのライブ中継なども行っている。